# 15434 Mittal
15434 Mittal è un asteroide della fascia principale. Scoperto nel 1998, presenta un'orbita caratterizzata da un semiasse maggiore pari a 2,2910297 UA e da un'eccentricità di 0,1206117, inclinata di 3,87974° rispetto all'eclittica.